# Tour de França de 1937

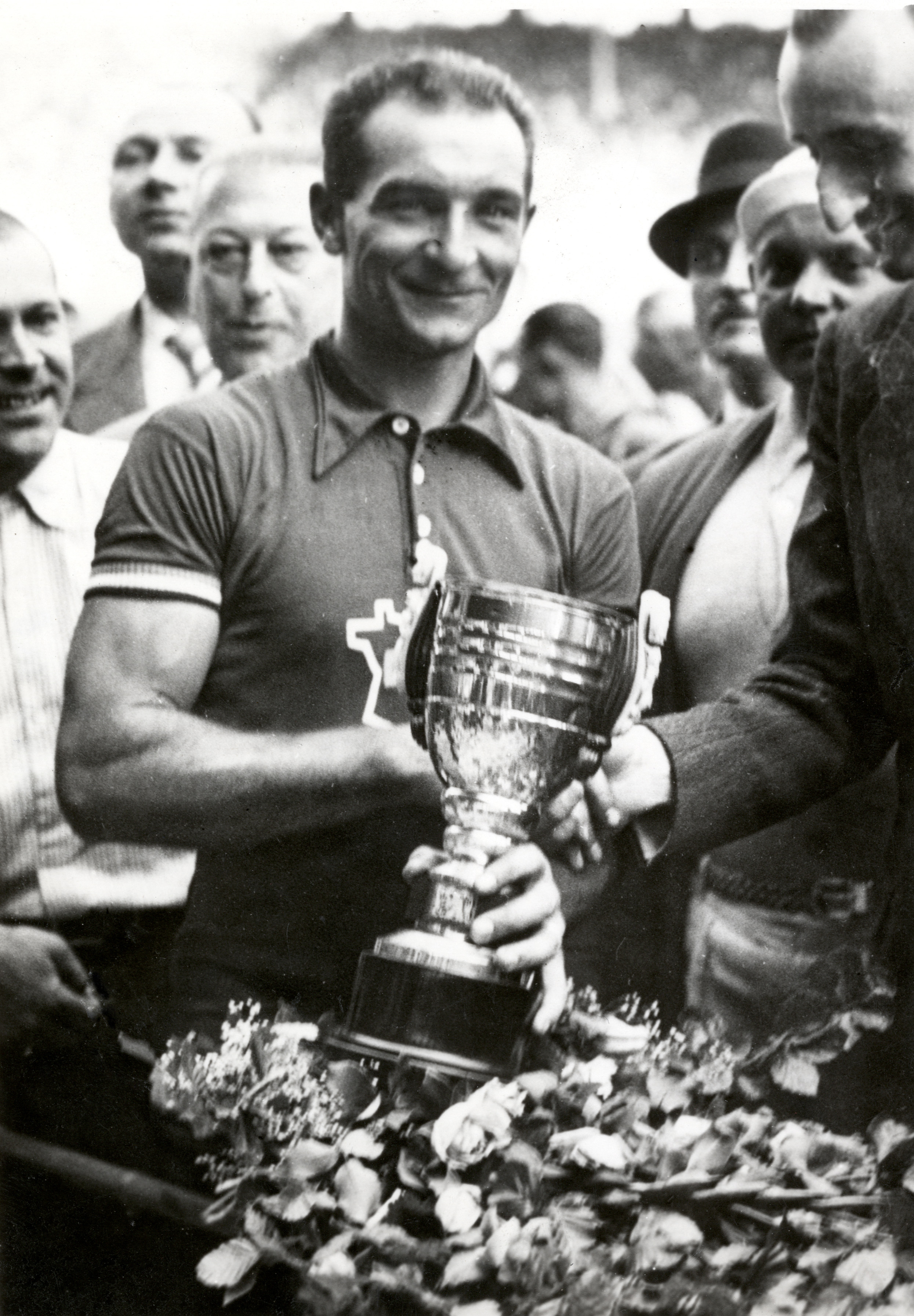
Roger Lapébie al Tour de França de 1937

El Tour de França de 1937 fou la 31a edició del Tour de França i es disputà entre el 30 de juny i el 25 de juliol de 1937, sobre un recorregut de 4.415 km, distribuïts en 20 etapes, cinc d'elles dividides en dos sectors i tres en tres, i un total de 31 finals d'etapa que es van disputar a una mitjana de 31,768 km/h.
En aquesta edició hi van prendre part per primera vegada ciclistes britànics, tot i que cap d'ells aconseguí arribar a París. Tot l'equip belga, amb el vigent vencedor i líder en aquell moment de la cursa, Sylvère Maes, es va retirar en finalitzar la 16a etapa farts del "xovinisme francès". Els belgues es queixaven que els espectadors francesos els llançaven pedres, es baixaven les barreres dels trens segons els interessos francesos o se'ls llaçava pebre als ulls, i alhora eren castigats amb severitat pels jutges, mentre als ciclistes francesos no se'ls castigava en casos idèntics.
El vencedor final, després de dues edicions guanyades per ciclistes belgues, fou el francès Roger Lapébie. Léo Amberg, tercer classificat, fou el primer suís a pujar al podi.

## Canvis respecte a l'edició anterior
Els Tours entre el 1903 i el 1936 foren organitzats per Henri Desgrange, però durant l'edició del Tour de 1936 hagué de cedir el lideratge en l'organització a Jacques Goddet per motius de salut. El Tour de 1937 va ser el primer en què Goddet se'n va encarregar, i una de les primeres normes que va canviar va ser per permetre els canvis de marxes. Cada equip tenia el seu propi cotxe amb material extra per ajudar amb problemes mecànics.
S'estableixen bonificacions d'1' 30" i 45" pels dos primers de cada etapa. Així mateix, en cas d'arribada en solitari s'estableix una bonificació igual a la diferència respecte al segon, amb un màxim de 2 minuts. La mateixa bonificació és acordada pels cims dels colls puntuables, amb un màxim de 4 minuts.

## Participants
L'equip italià, que havia estat absent en el Tour de França de 1936, va tornar a competir-hi el 1937, després que Benito Mussolini retirés el boicot al Tour. Itàlia es va presentar amb Gino Bartali, vencedor del Giro d'Itàlia de 1936 i 1937, com a líder de l'equip. L'equip italià, així com el belga, alemany i francès estava compost per 10 ciclistes. A més hi havia equips nacionals formats per sis ciclistes: l'espanyol, neerlandès, luxemburguès i suís; i un darrer equip nacional, Regne Unit-Canadà, formant per tan sols tres ciclistes.
Roger Lapébie formava part de l'equip nacional francès. Lapébie havia tingut males relacions amb Desgrange i això havia fet que no formés part de l'equip francès per l'edició de 1935, edició que va córrer com a individual, i que el 1936 no disputés el Tour. El 1937 Desgrange havia fet un pas enrere en la direcció del Tour i Lapébie va tornar a disputar-lo. Un mes abans de començar el Tour Lapébie havia estat operat d'una hèrnia lumbar, amb la qual cosa hi havia dubtes sobre el seu estat de forma.
Finalment hi havia la categoria "individual", en què van participar 31 ciclistes, els quals havien de responsabilitat-se de la seva alimentació i allotjament.

## Recorregut
Com en les edicions precedents el recorregut ressegueix França en el sentit de les agulles del rellotge, passant primer pels Alps i posteriorment pels Pirineus, sent els principals colls a superar el Galibier, l'Izoard, el Tourmalet i l'Aubisca. En aquesta edició fins a sis viles s'estrenen com a seu d'etapa: Lons-le-Saunier, Champagnole, la Guingueta d'Ix, Royan, Santes i Vire.

## Desenvolupament de la cursa

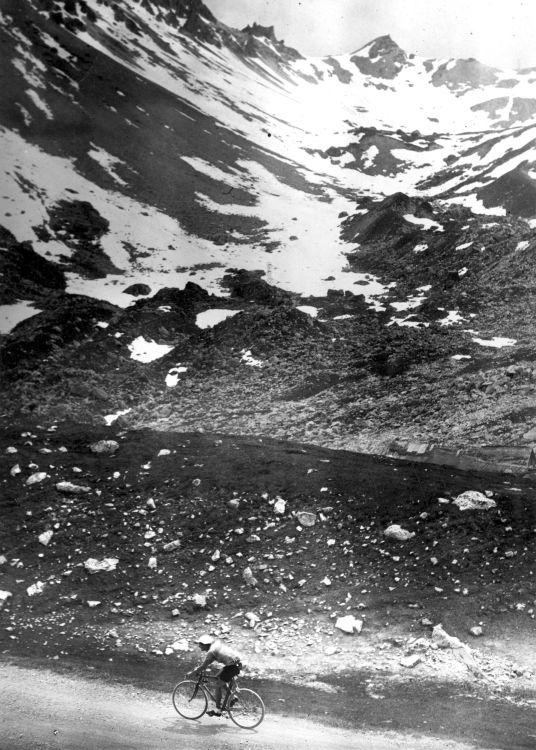
Pierre Gallien en una ascensió als Alps.

La primera etapa, totalment plana, era la més llarga d'aquesta edició i va ser guanyada en solitari pel luxemburguès Jean Majerus. Bona part d'aquesta primera etapa, així com la segona es va disputar sobre carreteres amb llambordes, cosa que provocà nombroses caigudes. Els més afectats foren Bill Burl i Mathias Clemens, que hagueren d'abandonar prematurament la cursa. En la tercera etapa, guanyada per Walter Generati, el belga Marcel Kint es va fer amb el liderat gràcies a arribar amb més de set minuts sobre el fins aleshores líder.
L'alemany Erich Bautz es va fer amb el liderat en la quarta etapa, gràcies a arribar en solitari a Belfort i al sistema de bonificacions vigent que li va atorgar 4 minuts pel fet de passar destacat pel cim del coll del Ballon d'Alsace. Bautz va mantenir el liderat fins a la setena etapa, quan Gino Bartali guanyà l'etapa i passà a encapçalar la general amb nou minuts sobre Edward Vissers, un temps que podia ser suficient per guanyar el Tour. En aquesta mateixa etapa van abandonar els francesos Maurice Archambaud i Georges Speicher.
En la vuitena etapa Bartali es va veure involucrat en una caiguda massiva de l'equip italià. Fins a quatre corredors van caure per un terraplè de quatre metres d'alçada fins a un riu. El més malparat fou Jules Rossi, obligat a abandonar, mentre Settimio Simonini, Francesco Camusso i Bartali van poder continuar en carrera i finalitzar l'etapa. Finalment Bartali va mantenir el liderat tot i perdre 10 minuts en l'arribada, gràcies a la bonificació de quatre minuts obtinguda al pas per la cota de Laffrey. En la següent etapa Bartali va perdre més de vint minuts i el liderat passà a mans de Sylvère Maes, seguit de ben a prop per Mario Vicini i Roger Lapébie. En aquells moments l'equip francès havia quedat reduït a tan sols sis ciclistes, els quals van decidir que Lapébie passaria a ser el líder de l'equip, ja que era l'únic amb opcions reals a la victòria final.
Les etapes entre els Alps i els Pirineus foren de transició, amb escassos canvis a la general, i en què sols la contrarellotge per equips de l'onzena etapa va eixamplar una mica les diferències al capdavant de la general en favor de Sylvère Maes. Amb l'arribada dels Pirineus arribà la primera victòria d'etapa catalana de la història del Tour, a càrrec de Marià Cañardo, que s'imposà en l'arribada a Ax-les-Thermes.
Abans de començar la quinzena etapa Lapébie es va trobar que el marc de la seva bicicleta havia estat sabotejat, i se li havia trencat el manillar. Lapébie va fer una sèrie de reparacions a correcuita poc abans de començar l'etapa, però en el nou marc de la bicicleta no hi havia el suport per a l'ampolla d'aigua, havent de començar l'etapa sense aigua. Aquest fet va desmotivar a Lapébie, el qual va començar a perdre temps des de bon començament d'etapa. Aquesta etapa incloïa quatre passos puntuables de muntanya, el Pèira Sorda, l'Aspin, el Tourmalet i l'Aubisca. Al pas per Sainte-Marie-de-Campan, abans de començar l'ascensió al Tourmalet, Lapébie ja perdia més de cinc minuts sobre el cap de cursa, i fins i tot volia tirar la tovallola. Amb tot, un company l'animà a seguir endavant, i va començar a recuperar el temps perdut. Una punxada de Maes va permetre a Lapébie agafar-lo, i en acabar l'etapa sols Julián Berrendero, vencedor final, acabà per davant seu, ja que s'imposà en l'esprint per la segona posició. Berrendero havia fet una excel·lent etapa, passant en primera posició pels tres primers ports del dia i segon en el darrer, a banda de guanyar l'etapa en solitari amb 49" sobre Lapébie. Amb la segona posició Lapébie va guanyar 45 segons de bonificació i va veure que l'equip belga no era tan fort com aparentava i es va plantejar atacar en la següent etapa. Per contra fou penalitzat pels comissaris esportius amb 90 segons, cosa que el va deixar a més de tres minuts de Maes. A la vegada l'equip belga protestà per considerar que la penalització era molt reduïda tenint en compte el benefici obtingut. L'equip francès amenaçà amb la retirada si la sanció era augmentada i finalment els comissaris no la van modificar.
En la setzena etapa Lapébie va retallar les diferències fins a tan sols 25 segons de Maes, però sense més muntanya i sols etapes planes la diferència favorable a Maes semblava suficient. Durant aquesta etapa Maes havia punxat, i havia estat ajudat per dos ciclistes belgues, Gustaaf Deloor i Adolf Braeckeveldt. Amb tot, aquests ciclistes belgues corrien com a "individuals", i formaven part de l'equip belga. El jurat va sancionar a Maes amb 15 segons de penalització a la classificació general. Durant l'etapa un pas a nivell de trens fou tancat just després del pas de Lapébie i just abans no ho fes Maes, quan aquest estava recuperant temps. Maes es va sentir ofès per aquests fets i va decidir abandonar la carrera, juntament amb la resta de l'equip belga.
A partir d'aquest punt la cursa no tingué cap més història, ja que la victòria de Lapébie era clara i segura.

## Resultats

### Etapes
Les etapes 11, 12, 13, 18 i 19 foren dividides en dos sectors, mentre la 5, 15 i 17 ho foren en tres sectors. Es disputaren quatre contrarellotges, tres d'elles per equips. En aquestes contrarellotges els ciclistes d'un mateix equip prenien la sortida plegats, però a diferència de les proves actuals el que comptava era el temps individual, per la qual cosa la contrarellotge no era guanyada per un equip, sinó per un ciclista.
| Etapa | Data         | Recorregut                         |                           | Km  | Vencedor d'etapa                               | Líder de la general |
| ----- | ------------ | ---------------------------------- | ------------------------- | --- | ---------------------------------------------- | ------------------- |
| 1a    | 30 de juny   | París - Lilla                      | Etapa plana               | 263 | Jean Majerus (LUX)                             | Jean Majerus (LUX)  |
| 2a    | 1 de juliol  | Lilla - Charleville-Mézières       | Etapa plana               | 192 | Maurice Archambaud (FRA)                       | Jean Majerus (LUX)  |
| 3a    | 2 de juliol  | Charleville-Mézières - Metz        | Etapa plana               | 161 | Walter Generati (ITA)                          | Marcel Kint (BEL)   |
| 4a    | 3 de juliol  | Metz - Belfort                     | Etapa de mitja muntanya   | 220 | Erich Bautz (GER)                              | Erich Bautz (GER)   |
| 5a A  | 4 de juliol  | Belfort - Lons-le-Saunier          | Etapa plana               | 175 | Henri Puppo (FRA)                              | Erich Bautz (GER)   |
| 5a B  | 4 de juliol  | Lons-le-Saunier - Champagnole      | Contrarellotge per equips | 34  | Sylvère Maes (BEL)                             | Erich Bautz (GER)   |
| 5a C  | 4 de juliol  | Champagnole - Ginebra              | Etapa plana               | 93  | Léo Amberg (SUI)                               | Erich Bautz (GER)   |
| 6a    | 6 de juliol  | Ginebra - Aix-les-Bains            | Etapa de mitja muntanya   | 180 | Gustaaf Deloor (BEL)                           | Erich Bautz (GER)   |
| 7a    | 7 de juliol  | Aix-les-Bains - Grenoble           | Etapa de muntanya         | 228 | Gino Bartali (ITA)                             | Gino Bartali (ITA)  |
| 8a    | 8 de juliol  | Grenoble - Briançon                | Etapa de mitja muntanya   | 194 | Otto Weckerling (GER)                          | Gino Bartali (ITA)  |
| 9a    | 9 de juliol  | Briançon - Digne-les-Bains         | Etapa de muntanya         | 220 | Roger Lapébie (FRA)                            | Sylvère Maes (BEL)  |
| 10a   | 11 de juliol | Digne-les-Bains - Niça             | Etapa de mitja muntanya   | 251 | Félicien Vervaecke (BEL)                       | Sylvère Maes (BEL)  |
| 11a A | 13 de juliol | Niça - Toló                        | Etapa plana               | 169 | Eloi Meulenberg (BEL)                          | Sylvère Maes (BEL)  |
| 11a B | 13 de juliol | Toló - Marsella                    | Contrarellotge per equips | 65  | Gustave Danneels (BEL)                         | Sylvère Maes (BEL)  |
| 12a A | 14 de juliol | Marsella - Nimes                   | Etapa plana               | 112 | Alphonse Antoine (FRA)                         | Sylvère Maes (BEL)  |
| 12a B | 14 de juliol | Nimes - Montpeller                 | Etapa plana               | 51  | René Pedroli (SUI)                             | Sylvère Maes (BEL)  |
| 13a A | 15 de juliol | Montpeller - Narbona               | Etapa plana               | 103 | Francesco Camusso (ITA)                        | Sylvère Maes (BEL)  |
| 13a B | 15 de juliol | Narbona - Perpinyà                 | Etapa plana               | 63  | Eloi Meulenberg (BEL)                          | Sylvère Maes (BEL)  |
| 14a A | 17 de juliol | Perpinyà - la Guingueta d'Ix       | Etapa plana               | 99  | Eloi Meulenberg (BEL)                          | Sylvère Maes (BEL)  |
| 14a B | 17 de juliol | la Guingueta d'Ix - Ax-les-Thermes | Etapa de muntanya         | 59  | Marià Cañardo (ESP)                            | Sylvère Maes (BEL)  |
| 14a C | 17 de juliol | Ax-les-Thermes - Luchon            | Etapa de mitja muntanya   | 167 | Eloi Meulenberg (BEL)                          | Sylvère Maes (BEL)  |
| 15a   | 19 de juliol | Luchon - Pau                       | Etapa de muntanya         | 194 | Julián Berrendero (ESP)                        | Sylvère Maes (BEL)  |
| 16a   | 21 de juliol | Pau - Bordeus                      | Etapa plana               | 235 | Paul Chocque (FRA)                             | Sylvère Maes (BEL)  |
| 17a A | 22 de juliol | Bordeus - Royan                    | Etapa plana               | 123 | Erich Bautz (GER)                              | Roger Lapébie (FRA) |
| 17a B | 22 de juliol | Royan- Saintes                     | Etapa plana               | 37  | Adolf Braeckeveldt (BEL) · Heinz Wengler (GER) | Roger Lapébie (FRA) |
| 17a C | 22 de juliol | Saintes- La Rochelle               | Etapa plana               | 67  | Roger Lapébie (FRA)                            | Roger Lapébie (FRA) |
| 18a A | 23 de juliol | La Rochelle- La Roche-sur-Yon      | Contrarellotge per equips | 81  | Roger Lapébie (FRA)                            | Roger Lapébie (FRA) |
| 18a B | 23 de juliol | La Roche-sur-Yon- Rennes           | Etapa plana               | 172 | Paul Chocque (FRA)                             | Roger Lapébie (FRA) |
| 19a A | 24 de juliol | Rennes- Vire                       | Etapa plana               | 114 | Raymond Passat (FRA)                           | Roger Lapébie (FRA) |
| 19a B | 24 de juliol | Vire- Caen                         | Contrarellotge individual | 59  | Léo Amberg (SUI)                               | Roger Lapébie (FRA) |
| 20a   | 25 de juliol | Caen- París                        | Etapa plana               | 234 | Edward Vissers (BEL)                           | Roger Lapébie (FRA) |

### Classificació General
El ciclista que arribava a la meta en el menor temps era proclamat el vencedor d'etapa. Els diferents temps de cada etapa eren sumats per aconseguir la classificació general, guanyada pel ciclista amb menor temps acumulat. Si un ciclista havia rebut alguna bonificació de temps es restava del total, de la mateixa manera que les penalitzacions de temps s'afegien al total. El líder de la cursa era identificat pel mallot groc.
| Pos. | Ciclista                 | Equip       | Temps        |
| ---- | ------------------------ | ----------- | ------------ |
| 1    | Roger Lapébie (FRA)      | França      | 138h 58' 31" |
| 2    | Mario Vicini (ITA)       | Individual  | + 7' 17"     |
| 3    | Leo Amberg (SUI)         | Switzerland | + 26' 13"    |
| 4    | Francesco Camusso (ITA)  | Itàlia      | + 26' 53"    |
| 5    | Sylvain Marcaillou (FRA) | França      | + 35' 36"    |
| 6    | Edward Vissers (BEL)     | Individual  | + 38' 13"    |
| 7    | Paul Chocque (FRA)       | França      | + 1h 05' 19" |
| 8    | Pierre Gallien (FRA)     | Individual  | + 1h 06' 33" |
| 9    | Erich Bautz (GER)        | Alemanya    | + 1h 06' 41" |
| 10   | Jean Fréchaut (FRA)      | Individual  | + 1h 24' 34" |

| Classificació final (11–46) | Classificació final (11–46) | Classificació final (11–46) | Classificació final (11–46) |
| Pos.                        | Ciclista                    | Equip                       | Temps                       |
| --------------------------- | --------------------------- | --------------------------- | --------------------------- |
| 11                          | Herbert Muller (BEL)        | Individual                  | +1h 26' 51"                 |
| 12                          | Raymond Passat (FRA)        | Individual                  | +1h 27' 58"                 |
| 13                          | Marcel Laurent (FRA)        | Individual                  | +1h 31' 57"                 |
| 14                          | Oskar Thierbach (GER)       | Alemanya                    | +1h 34' 27"                 |
| 15                          | Julián Berrendero (ESP)     | Espanya                     | +1h 34' 48"                 |
| 16                          | Gustaaf Deloor (BEL)        | Individual                  | +1h 36' 03"                 |
| 17                          | Victor Cosson (FRA)         | Individual                  | +1h 38' 55"                 |
| 18                          | Jean-Marie Goasmat (FRA)    | Individual                  | +1h 39' 36"                 |
| 19                          | Sauveur Ducazeaux (FRA)     | Individual                  | +1h 41' 21"                 |
| 20                          | Robert Oubron (FRA)         | Individual                  | +1h 46' 09"                 |
| 21                          | Robert Tanneveau (FRA)      | França                      | +1h 47' 03"                 |
| 22                          | Adolf Braeckeveldt (BEL)    | Individual                  | +1h 52' 29"                 |
| 23                          | Henri Puppo (FRA)           | Individual                  | +1h 56' 38"                 |
| 24                          | Giuseppe Martano (ITA)      | Itàlia                      | +1h 58' 33"                 |
| 25                          | Fabien Galateau (FRA)       | Individual                  | +2h 04' 20"                 |
| 26                          | Augusto Introzzi (ITA)      | Itàlia                      | +2h 09' 49"                 |
| 27                          | Arsène Mersch (LUX)         | Luxemburg                   | +2h 15' 43"                 |
| 28                          | Ludwig Geyer (GER)          | Alemanya                    | +2h 16' 31"                 |
| 29                          | Paul Egli (SUI)             | Suïssa                      | +2h 27' 54"                 |
| 30                          | Mariano Cañardo (ESP)       | Espanya                     | +2h 35' 11"                 |
| 31                          | Robert Zimmermann (SUI)     | Suïssa                      | +2h 44' 23"                 |
| 32                          | Pierre Cloarec (FRA)        | Individual                  | +2h 46' 06"                 |
| 33                          | Antoon Van Schendel (NED)   | Països Baixos               | +2h 53' 14"                 |
| 34                          | Gabriel Dubois (FRA)        | Individual                  | +3h 11' 32"                 |
| 35                          | Jean Goujon (FRA)           | Individual                  | +3h 19' 16"                 |
| 36                          | Carlo Romanatti (ITA)       | Itàlia                      | +3h 19' 29"                 |
| 37                          | Heinz Wengler (GER)         | Alemanya                    | +3h 28' 04"                 |
| 38                          | François Neuens (LUX)       | Luxemburg                   | +3h 32' 10"                 |
| 39                          | René Pedroli (SUI)          | Suïssa                      | +4h 02' 48"                 |
| 40                          | Raymond Lemarie (FRA)       | Individual                  | +4h 08' 12"                 |
| 41                          | Otto Weckerling (GER)       | Alemanya                    | +4h 19' 08"                 |
| 42                          | Bruno Carini (FRA)          | Individual                  | +4h 27' 42"                 |
| 43                          | Herbert Hauswald (GER)      | Alemanya                    | +5h 03' 09"                 |
| 44                          | Emile Gamard (FRA)          | França                      | +5h 52' 42"                 |
| 45                          | Reinhold Wendel (GER)       | Alemanya                    | +6h 15' 29"                 |
| 46                          | Aloïs Klensch (LUX)         | Luxemburg                   | +6h 39' 25"                 |

### Gran Premi de la Muntanya
Per la classificació de la muntanya l'organització va determinar 17 colls de muntanya puntuables, tot i que durant el recorregut se'n van superar d'altres també de gran dificultat. Al cim d'aquests colls s'atorgaven 10 punts al primer ciclista a passar-hi, nou al segon i així successivament fins al desè classificat, que rebia un punt.
| Etapa | Nom              | Alçada  | Serralada     | Primer             |
| ----- | ---------------- | ------- | ------------- | ------------------ |
| 4     | Ballon d'Alsace  | 1.178 m | Vosges        | Erich Bautz        |
| 6     | Aravis           | 1.498 m | Alps          | Gino Bartali       |
| 6     | Tamié            | 920 m   | Alps          | Félicien Vervaecke |
| 7     | Galibier         | 2.556 m | Alps          | Gino Bartali       |
| 8     | Laffrey          | 900 m   | Alps          | Gino Bartali       |
| 9     | Izoard           | 2.361 m | Alps          | Julián Berrendero  |
| 9     | Vars             | 2.110 m | Alps          | Edward Vissers     |
| 9     | Alòs             | 2.250 m | Alps          | Mario Vicini       |
| 10    | Braus            | 1.002 m | Alps Marítims | Félicien Vervaecke |
| 10    | La Turbie        | 555 m   | Alps Marítims | Henri Puppo        |
| 14B   | Pimorent         | 1.920 m | Pirineus      | Julián Berrendero  |
| 14C   | Coll de Port     | 1.249 m | Pirineus      | Julián Berrendero  |
| 14C   | Portèth d'Aspèth | 1.069 m | Pirineus      | Julián Berrendero  |
| 15    | Pèira Sorda      | 1.569 m | Pirineus      | Julián Berrendero  |
| 15    | Aspin            | 1.489 m | Pirineus      | Yvon Marie         |
| 15    | Tourmalet        | 2.115 m | Pirineus      | Sylvère Maes       |
| 15    | Aubisca          | 1.709 m | Pirineus      | Sylvère Maes       |

Després del darrer port puntuable, en la quinzena etapa, la classificació de la muntanya fou guanyada per Félicien Vervaecke. Vervaecke no finalitzà el Tour, però el 1937 no era necessari per guanyar la classificació de la muntanya.
| Pos | Ciclista                 | Equip      | Punts |
| --- | ------------------------ | ---------- | ----- |
| 1   | Félicien Vervaecke (BEL) | Bèlgica    | 114   |
| 2   | Mario Vicini (ITA)       | Individual | 96    |
| 3   | Sylvère Maes (BEL)       | Bèlgica    | 90    |
| 4   | Julián Berrendero (ESP)  | Espanya    | 75    |
| 5   | Edward Vissers (BEL)     | Individual | 66    |

### Classificació per equips
El 1937 la classificació per equips fou calculada a partir de la suma dels tres millors temps de cada equips, sent el vencedor l'equip que sumava un menor temps. El temps de l'equip espanyol, que finalitzà amb tan sols dos ciclistes, fou calculat a partir de la suma dels temps del darrer classificat en la general més una hora de penalització.
| Pos. | Equip     | Temps         |
| ---- | --------- | ------------- |
| 1    | França    | 418h 36' 28"  |
| 2    | Itàlia    | + 2h 54' 18"  |
| 3    | Alemanya  | + 3h 12' 22"  |
| 4    | Suïssa    | + 3h 57' 35"  |
| 5    | Espanya   | + 10h 04' 07" |
| 6    | Luxemburg | + 10h 42' 01" |

## Evolució de les classificacions
| Etapa | Vencedor                         | Classificació general | Classificació de la muntanya | Classificació dels individuals | Classificació per equips |
| ----- | -------------------------------- | --------------------- | ---------------------------- | ------------------------------ | ------------------------ |
| 1     | Jean Majerus                     | Jean Majerus          | no entregat                  | Adolphe Braeckeveldt           | Luxemburg                |
| 2     | Maurice Archambaud               | Jean Majerus          | no entregat                  | Adolphe Braeckeveldt           | França                   |
| 3     | Walter Generati                  | Marcel Kint           | no entregat                  | Adolphe Braeckeveldt           | Bèlgica                  |
| 4     | Erich Bautz                      | Erich Bautz           | Erich Bautz                  | Adolphe Braeckeveldt           | Alemanya                 |
| 5a    | Henri Puppo                      | Erich Bautz           | Erich Bautz                  | Adolphe Braeckeveldt           | Luxemburg                |
| 5b    | Sylvère Maes                     | Erich Bautz           | Erich Bautz                  | Adolphe Braeckeveldt           | Luxemburg                |
| 5c    | Leo Amberg                       | Erich Bautz           | Erich Bautz                  | Adolphe Braeckeveldt           | Luxemburg                |
| 6     | Gustaaf Deloor                   | Erich Bautz           | Gino Bartali                 | Adolphe Braeckeveldt           | Bèlgica                  |
| 7     | Gino Bartali                     | Gino Bartali          | Gino Bartali                 | Adolphe Braeckeveldt           | França                   |
| 8     | Otto Weckerling                  | Gino Bartali          | Gino Bartali                 | Adolphe Braeckeveldt           | França                   |
| 9     | Roger Lapébie                    | Sylvère Maes          | Félicien Vervaecke           | Mario Vicini                   | Bèlgica                  |
| 10    | Félicien Vervaecke               | Sylvère Maes          | Félicien Vervaecke           | Mario Vicini                   | Bèlgica                  |
| 11a   | Eloi Meulenberg                  | Sylvère Maes          | Félicien Vervaecke           | Mario Vicini                   | Bèlgica                  |
| 11b   | Gustaaf Danneels                 | Sylvère Maes          | Félicien Vervaecke           | Mario Vicini                   | Bèlgica                  |
| 12a   | Alphonse Antoine                 | Sylvère Maes          | Félicien Vervaecke           | Mario Vicini                   | Bèlgica                  |
| 12b   | René Pedroli                     | Sylvère Maes          | Félicien Vervaecke           | Mario Vicini                   | Bèlgica                  |
| 13a   | Francesco Camusso                | Sylvère Maes          | Félicien Vervaecke           | Mario Vicini                   | Bèlgica                  |
| 13b   | Eloi Meulenberg                  | Sylvère Maes          | Félicien Vervaecke           | Mario Vicini                   | Bèlgica                  |
| 14a   | Eloi Meulenberg                  | Sylvère Maes          | Félicien Vervaecke           | Mario Vicini                   | Bèlgica                  |
| 14b   | Marià Cañardo                    | Sylvère Maes          | Félicien Vervaecke           | Mario Vicini                   | Bèlgica                  |
| 14c   | Eloi Meulenberg                  | Sylvère Maes          | Félicien Vervaecke           | Mario Vicini                   | Bèlgica                  |
| 15    | Julián Berrendero                | Sylvère Maes          | Félicien Vervaecke           | Mario Vicini                   | Bèlgica                  |
| 16    | Paul Chocque                     | Sylvère Maes          | Félicien Vervaecke           | Mario Vicini                   | Bèlgica                  |
| 17a   | Erich Bautz                      | Roger Lapébie         | Félicien Vervaecke           | Mario Vicini                   | França                   |
| 17b   | Adolf Braeckeveldt Heinz Wengler | Roger Lapébie         | Félicien Vervaecke           | Mario Vicini                   | França                   |
| 17c   | Roger Lapébie                    | Roger Lapébie         | Félicien Vervaecke           | Mario Vicini                   | França                   |
| 18a   | Roger Lapébie                    | Roger Lapébie         | Félicien Vervaecke           | Mario Vicini                   | França                   |
| 18b   | Paul Chocque                     | Roger Lapébie         | Félicien Vervaecke           | Mario Vicini                   | França                   |
| 19a   | Raymond Passat                   | Roger Lapébie         | Félicien Vervaecke           | Mario Vicini                   | França                   |
| 19b   | Leo Amberg                       | Roger Lapébie         | Félicien Vervaecke           | Mario Vicini                   | França                   |
| 20    | Edward Vissers                   | Roger Lapébie         | Félicien Vervaecke           | Mario Vicini                   | França                   |
| Final | Final                            | Roger Lapébie         | Félicien Vervaecke           | Mario Vicini                   | França                   |

## A posteriori
Els ciclistes de la categoria individual havien tingut com molts resultats en el Tour de 1937; Mario Vicini, segon classificat en la classificació general havia començat la cursa com a individual, tot i que posteriorment passà a integrar-se a l'equip nacional italià. A banda d'ell, fins a dotze ciclistes entre els vint primers corrien com a individuals. Amb tot, aquesta va ser la darrera ocasió en què va existir aquesta categoria.